# Belgische federale verkiezingen 2014
De Belgische federale verkiezingen van 2014 werden gehouden op zondag 25 mei 2014, op dezelfde dag als de Europese verkiezingen van 2014 en de verkiezingen voor de deelstaten. Op deze dag werden 150 leden van de Kamer van volksvertegenwoordigers verkozen in elf kieskringen: één per provincie en de kieskring Brussel-Hoofdstad. Het waren tevens de eerste federale verkiezingen na de zesde staatshervorming, waardoor de Senaat voor het eerst niet langer rechtstreeks verkozen werd.
Na deze verkiezingen volgde de 54ste legislatuur van het Federaal Parlement van België.

## Zesde staatshervorming
De zesde staatshervorming bracht enkele wijzigingen met zich mee inzake de organisatie van de federale verkiezingen.

### Splitsing van de kieskring Brussel-Halle-Vilvoorde
De federale verkiezingen van 2014 waren daarmee de eerste verkiezingen sinds het vastleggen van de taalgrens in 1963 zonder de kieskring Brussel-Halle-Vilvoorde. De splitsing van deze kieskring werd in juli 2012 goedgekeurd door CD&V, cdH, sp.a, PS, Open Vld, MR, Ecolo en Groen. N-VA, Vlaams Belang en het FDF stemden tegen. Als gevolg van de splitsing worden de verkiezingen in de voormalige provincie Brabant voortaan gehouden in de volgende drie kieskringen: Vlaams-Brabant, Waals-Brabant en Brussel-Hoofdstad. In het bereikte akkoord over de splitsing werd als tegemoetkoming aan de Franstalige partijen in een specifieke regeling voor de inwoners van de zes faciliteitengemeenten rond Brussel voorzien. Deze gemeenten werden samengevoegd in het nieuwe kieskanton Sint-Genesius-Rode, waar alle kiezers de keuze krijgen hun stem uit te brengen op de lijsten voor de kieskring Vlaams-Brabant of de kieskring Brussel-Hoofdstad, ook al behoren deze gemeenten tot de provincie Vlaams-Brabant. Een vergelijkbare regeling bestond reeds voor het Limburgse Voeren en het Henegouwse Komen-Waasten, waar de kiezers voor de federale en Europese verkiezingen de mogelijkheid krijgen hun stem uit te brengen in respectievelijk het Luikse Aubel en het West-Vlaamse Heuvelland.

### Verlenging van de legislatuur
Als onderdeel van het Vlinderakkoord werd de legislatuur verlengd van vier naar vijf jaar. In principe zullen de federale verkiezingen voortaan ook altijd samen vallen met de Europese. Wanneer het federale parlement tijdens de legislatuur wordt ontbonden en er vervroegde verkiezingen worden georganiseerd, zal de daaropvolgende legislatuur slechts duren tot aan de eerstvolgende Europese verkiezingen. Deze regeling treedt echter pas in werking na het aannemen van een bijzondere meerderheidswet, die nog niet is aangenomen.

### Geen rechtstreekse verkiezing van de Senaat
Het Vlinderakkoord houdt eveneens in dat er geen verkiezingen meer plaatsvinden voor de Senaat, deze zal worden samengesteld door leden van de gemeenschaps- en gewestparlementen.

## Kamer van volksvertegenwoordigers

### Kieskringen
De verkiezingen voor de Kamer van volksvertegenwoordigers vinden plaats in elf kieskringen. De zetelaantallen werden verdeeld op basis van de bevolkingsaantallen op 28 mei 2012.
- Antwerpen: 24 volksvertegenwoordigers
- Brussel-Hoofdstad: 15 volksvertegenwoordigers
- Henegouwen: 18 volksvertegenwoordigers
- Limburg: 12 volksvertegenwoordigers
- Luik: 15 volksvertegenwoordigers
- Luxemburg: 4 volksvertegenwoordigers
- Namen: 6 volksvertegenwoordigers
- Oost-Vlaanderen: 20 volksvertegenwoordigers
- Vlaams-Brabant: 15 volksvertegenwoordigers
- Waals-Brabant: 5 volksvertegenwoordigers
- West-Vlaanderen: 16 volksvertegenwoordigers

### Kiezers
Alle Belgen die ten minste 18 jaar zijn, zijn verplicht deel te nemen aan de verkiezingen. Buitenlanders hebben geen stemrecht voor de federale verkiezingen. Belgen die in het buitenland gevestigd zijn hebben wel de mogelijkheid te stemmen. Door de zesde staatshervorming kunnen zij vanaf deze verkiezingen niet meer vrij kiezen in welke gemeente hun stem telt, maar wordt de gemeente objectief door wettelijke criteria bepaald. Aangezien de verkiezingen van 2010 vervroegd georganiseerd werden, kon nu weer meer gebruik gemaakt worden van deze mogelijkheid.
De kiezerslijst werd vastgesteld op 1 maart 2014.
| | 2014      | 2010      | verschil           |
| --- | --------- | --------- | ------------------ |
| Stemgerechtigde Belgen gevestigd in België                                                                                         | 7.879.874 | 7.725.463 | +154.411 (+2,00%)  |
| Stemgerechtigde Belgen gevestigd in het buitenland                                                                                 | 128.902   | 42.089    | +86.813 (+206,26%) |
| - persoonlijk of per volmacht in een gemeente in België gestemd                                                                    | 20.241    | 9.741     | +10.500 (+107,79%) |
| - persoonlijk of per volmacht gestemd in de Belgische diplomatieke of consulaire beroepspost waar ze zich hebben laten registreren | 19.080    | 13.089    | +5.991 (+45,77%)   |
| - per briefwisseling gestemd | 89.581    | 19.259    | +70.322 (+365,14%) |
| Totaal | 8.008.776 | 7.767.552 | +241.224 (+3,11%)  |

### Lijstnummers
Op 21 maart 2014 kregen de partijen die over parlementsleden beschikten de lijstnummers 1 tot 15 toegewezen. Op 4 april 2014 kregen de andere partijen die een lijst voor de Europese verkiezingen hadden ingediend, eveneens een lijstnummer: dit zijn de lijstnummers 16, 17, 18, 20, 22, 24, 26 en 28. Deze eerste 28 lijstnummers zijn voor de betreffende partijen gereserveerd voor alle verkiezingen in geheel België; aan de overige lijsten wordt in elke kieskring een ander lijstnummer toegewezen, telkens te beginnen vanaf 29. Zo is 29 voor de verkiezingen in Vlaams-Brabant voor het Vlaams Parlement het lijstnummer van VCP, maar is nummer 29 in Limburg het lijstnummer voor de partij ROEL.
1. MR
2. Groen
3. Vlaams Belang
4. ProDG
5. Vivant
6. FDF
7. Open Vld
8. LDD
9. Ecolo
10. PS
11. UF
12. sp.a
13. N-VA
14. cdH
15. CD&V

1. Parti Populaire
2. PVDA+
3. PTB-GO!
4. Stand up U.S.E.
5. MG
6. VEGA
7. LA DROITE
8. Debout les Belges

De Duitstalige partijen CSP, PFF, SP en Ecolo komen op onder de lijstnummers van hun Franstalige zusterpartijen, namelijk cdH (14) resp. MR (1), PS (10) en Ecolo (9).

### Kandidatenlijsten
Hieronder staan de kandidatenlijsten van de partijen.
In de nieuwe kieskring Brussel-Hoofdstad zijn er noch aparte lijsten voor Nederlandstalige en Franstalige partijen zoals bij de andere verkiezingen, noch apparentering met andere kieskringen. Hierdoor hebben Nederlandstalige kandidaten in de praktijk weinig kans om er verkozen te raken. Enkele partijen probeerden een eenheidslijst te vormen, maar een neutrale kandidaat vinden ligt politiek moeilijk. Wel hebben de kiezers uit de zes Vlaamse randgemeenten met faciliteiten rond Brussel de keuze om te stemmen voor de Brusselse kamerlijsten.

#### Nederlandstalige lijsten
| Partij                      | Partij        | West-Vlaanderen          | Oost-Vlaanderen   | Antwerpen              | Limburg            | Vlaams-Brabant        | Brussel-Hoofdstad                         |
| --------------------------- | ------------- | ------------------------ | ----------------- | ---------------------- | ------------------ | --------------------- | ----------------------------------------- |
|                             | CD&V          | Hendrik Bogaert          | Pieter De Crem    | Servais Verherstraeten | Wouter Beke        | Koen Geens            | Benjamin Dalle                            |
|                             | Groen         | Wouter De Vriendt        | Stefaan Van Hecke | Meyrem Almaci          | Katrijn Conjaerts  | Anne Dedry            | Annalisa Gadaleta (3e plaats Ecolo-Groen) |
|                             | LDD           | Jean-Marie Dedecker      | –                 | –                      | –                  | –                     | –                                         |
|                             | N-VA          | Brecht Vermeulen         | Siegfried Bracke  | Bart De Wever          | Steven Vandeput    | Theo Francken         | Luc Demullier                             |
|                             | Open Vld      | Vincent Van Quickenborne | Alexander De Croo | Annemie Turtelboom     | Patrick Dewael     | Maggie De Block       | Thomas Ryckalts                           |
|                             | sp.a          | Johan Vande Lanotte      | Karin Temmerman   | Monica De Coninck      | Peter Vanvelthoven | Hans Bonte            | Maite Morren                              |
|                             | Vlaams Belang | Peter Logghe             | Barbara Pas       | Filip Dewinter         | Bert Schoofs       | Philip Claeys         | Hilde Roossens                            |
| Extraparlementaire partijen |               |                          |                   |                        |                    |                       |                                           |
|                             | B.U.B.        | Catherine Garcet         | Benedict Verbiest | Joeri Pen              | Tonnie Brichard    | Marie-Luce Lovinfosse | Hans van de Cauter                        |
|                             | PVDA          | Filip Desmet             | Tom De Meester    | Peter Mertens          | Kim De Witte       | Sander Vandecapelle   | Benjamin Pestieau op PTB*PVDA-go!         |
|                             | Piratenpartij |                          | Jonas De Koning   | Christophe Cop         | Jo Vols            |                       |                                           |

#### Franstalige lijsten
| Partij                      | Partij            | Luik               | Henegouwen          | Luxemburg          | Namen             | Waals-Brabant     | Brussel-Hoofdstad                 |
| --------------------------- | ----------------- | ------------------ | ------------------- | ------------------ | ----------------- | ----------------- | --------------------------------- |
|                             | cdH               | Melchior Wathelet  | Catherine Fonck     | Benoît Lutgen      | Benoît Dispa      | Cédric du Monceau | Francis Delpérée                  |
|                             | Ecolo             | Muriel Gerkens     | Jean-Marc Nollet    | Cécile Thibaut     | Georges Gilkinet  | Marcel Cheron     | Zakia Khattabi                    |
|                             | FDF               | Hugues Lannoy      | Christophe Verbist  | Serge Saintes      | Monique Felix     | Amaury Alexandre  | Olivier Maingain                  |
|                             | MR                | Daniel Bacquelaine | Olivier Chastel     | Benoit Piedboeuf   | David Clarinval   | Charles Michel    | Didier Reynders                   |
|                             | PS                | Willy Demeyer      | Elio Di Rupo        | Sébastian Pirlot   | Jean-Marc Delizée | André Flahaut     | Laurette Onkelinx                 |
|                             | PP                | Aldo Carcaci       | Mischaël Modrikamen | Michel Renquin     | Nathalie Strubbe  | Michaël Debast    | Tatiana Hachimi                   |
| Extraparlementaire partijen |                   |                    |                     |                    |                   |                   |                                   |
|                             | PTB-GO!           | Raoul Hedebouw     | Marco Van Hees      | Jonathan Taffarel  | Thierry Warmoes   | Liza Lebrun       | Benjamin Pestieau op PTB*PVDA-go! |
|                             | ProBruxsel        |                    |                     |                    |                   |                   |                                   |
|                             | B.U.B.            | Nicolas Jacquemin  | Romuald Joly        | Jo Conter          | Adrien Mertens    | Dimitri Parée     | Hans van de Cauter                |
|                             | LA DROITE         | Benjamin Coenen    | Aldo Mungo          | Jacques Legrand    | Sonia Van Belle   | Davy Devesse      | Werner Wouters                    |
|                             | Pirate            | Paul Thunissen     | Paul Bossu          |                    |                   |                   |                                   |
|                             | Debout les Belges | Patrick Briamont   | Laurent Louis       | Christiane Lassine | Aurélie Lange     | Raymonde Carlier  | Arnaud Tellier                    |

### Uitslagen

#### Basisdata Kamerverkiezingen 2014
| Regio Provincie | Inwoners   | Zetels | Inw./Zetel | Ingeschreven Kiezers | Kiezers/Zetel | Uitgebrachte Stemmen | Geldige Stemmen | Kiesdrempel 5% | Kiesdeler | Blanco & Ongeldig | Kiezers/Inw. Aandeel% | Afwezige Kiezers % | Blanco & Ongeldig % |
| --------------- | ---------- | ------ | ---------- | -------------------- | ------------- | -------------------- | --------------- | -------------- | --------- | ----------------- | --------------------- | ------------------ | ------------------- |
| Antwerpen       | 1.802.719  | 24     | 75.113     | 1.321.053            | 55.044        | 1.189.179            | 1.141.541       | 57.077         | 47.564    | 47.638            | 73,3%                 | 9,98%              | 4,15%               |
| Oost-Vlaanderen | 1.468.932  | 20     | 73.447     | 1.131.874            | 56.594        | 1.038.603            | 988.820         | 49.441         | 49.441    | 49.783            | 77,1%                 | 8,24%              | 4,79%               |
| West-Vlaanderen | 1.175.508  | 16     | 73.469     | 934.872              | 58.429        | 853.739              | 807.929         | 40.396         | 50.496    | 45.810            | 79,5%                 | 8,68%              | 5,37%               |
| Vlaams-Brabant  | 1.107.266  | 15     | 73.818     | 814.062              | 54.271        | 713.184              | 679.125         | 33.956         | 45.275    | 34.059            | 73,5%                 | 12,39%             | 4,78%               |
| Limburg         | 856.280    | 12     | 71.357     | 634.734              | 52.894        | 588.158              | 554.454         | 27.723         | 46.204    | 33.704            | 75,1%                 | 7,57%              | 3,42%               |
| Vlaanderen      | 6.410.705  | 87     | 73.686     | 4.836.595            | 55.593        | 4.382.863            | 4.171.869       | n.v.t.         | n.v.t.    | 210.994           | 75,4%                 | 9,38%              | 4,81%               |
| Brussel         | 1.163.486  | 15     | 77.566     | 608.577              | 40.572        | 527.782              | 498.725         | 24.936         | 33.248    | 29.057            | 52,3%                 | 13,28%             | 5,51%               |
| Henegouwen      | 1.332.042  | 18     | 74.002     | 926.732              | 51.485        | 811.712              | 738.490         | 36.924         | 41.027    | 73.222            | 69,6%                 | 12,41%             | 9,02%               |
| Luik            | 1.091.734  | 15     | 72.782     | 779.692              | 51.979        | 673.797              | 626.365         | 31.318         | 41.758    | 47.432            | 71,4%                 | 13,58%             | 7,04%               |
| Namen           | 484.737    | 6      | 80.789     | 367.833              | 61.305        | 324.712              | 299.512         | 14.976         | 49.919    | 25.200            | 75,9%                 | 11,72%             | 7,76%               |
| Waals-Brabant   | 390.966    | 5      | 78.193     | 284.359              | 56.872        | 252.499              | 239.869         | 11.994         | 47.973    | 12.630            | 72,7%                 | 11,20%             | 5,00%               |
| Luxemburg       | 276.846    | 4      | 69.211     | 204.988              | 51.247        | 184.133              | 169.717         | 8.486          | 42.429    | 14.416            | 74,0%                 | 10,71%             | 7,83%               |
| Wallonië        | 3.576.325  | 48     | 74.507     | 2.563.604            | 53.408        | 2.246.853            | 2.073.953       | n.v.t.         | n.v.t.    | 172.900           | 71,7%                 | 12,36%             | 7,70%               |
| België          | 11.150.516 | 150    | 74.337     | 8.008.776            | 53.392        | 7.157.498            | 6.744.547       | n.v.t.         | n.v.t.    | 412.951           | 71,8%                 | 10,63%             | 5,77%               |

De inwoneraantallen zijn deze op 1 januari 2014.

#### Rijk

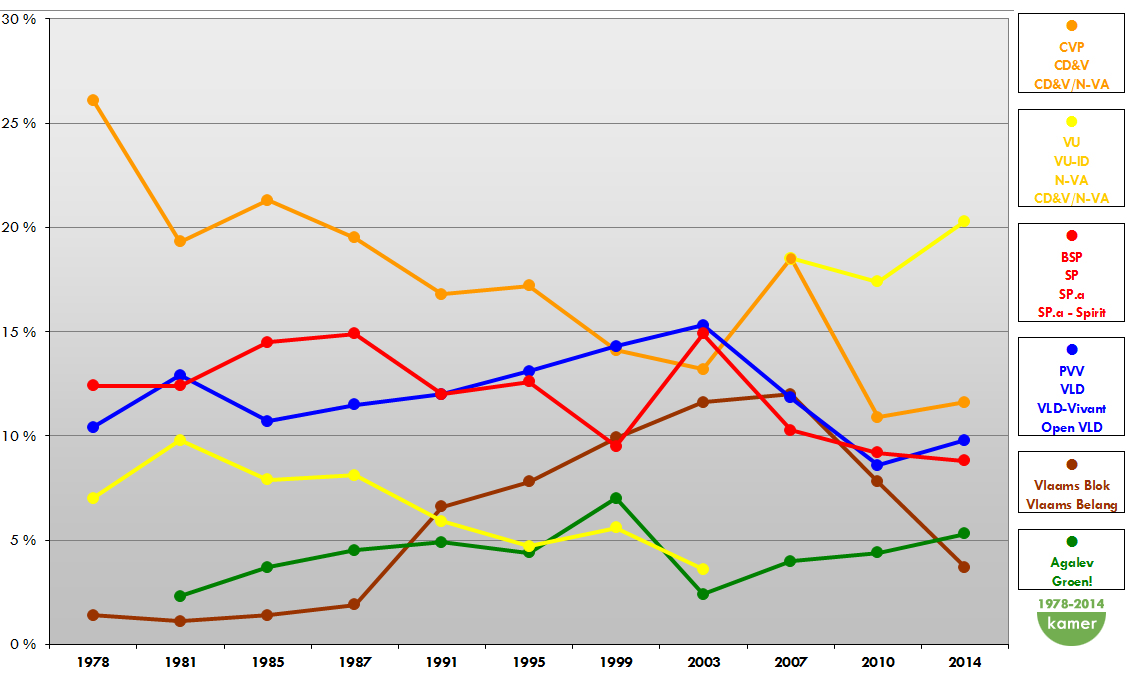
De grootste zes Vlaamse partijen en hun behaalde resultaten voor de Kamer van volksvertegenwoordigers. Van 1978 tot en met 2014, uitgedrukt in procenten voor 'Het Rijk'.

Dit zijn de uitslagen voor het gehele Rijk.
| Rijk   | Rijk                        | Rijk        | 2014   | 2014      | 2014 | 2010   | 2010 | verschil |
| Partij | Partij                      | Lijsten     | Zetels | stemmen   | %    | Zetels | %    | Zetels   |
| ------ | --------------------------- | ----------- | ------ | --------- | ---- | ------ | ---- | -------- |
|        | N-VA                        | lijst 13    | 33     | 1.366.397 | 20,3 | 27     | 17,4 | +6       |
|        | PS                          | lijst 10    | 23     | 787.058   | 11,7 | 26     | 13,7 | -3       |
|        | CD&V                        | lijst 15    | 18     | 783.040   | 11,6 | 17     | 10,8 | +1       |
|        | Open Vld                    | lijst 7     | 14     | 659.571   | 9,8  | 13     | 8,6  | +1       |
|        | MR                          | lijst 1     | 20     | 650.260   | 9,6  | 18     | 9,3  | +2       |
|        | sp.a                        | lijst 12    | 13     | 595.466   | 8,8  | 13     | 9,2  |          |
|        | Groen                       | lijst 2     | 6      | 358.947   | 5,3  | 5      | 4,4  | +1       |
|        | cdH                         | lijst 14    | 9      | 336.184   | 5,0  | 9      | 5,5  |          |
|        | PVDA-PTB                    | lijst 17+18 | 2      | 251.276   | 3,7  | 0      | 1,5  | +2       |
|        | VB                          | lijst 3     | 3      | 247.738   | 3,7  | 12     | 7,8  | -9       |
|        | Ecolo                       | lijst 9     | 6      | 222.524   | 3,3  | 8      | 4,8  | -2       |
|        | FDF                         | lijst 6     | 2      | 121.384   | 1,8  | -      | -    |          |
|        | PP                          | lijst 16    | 1      | 102.581   | 1,5  | 1      | 1,3  |          |
|        | Debout les Belges           | lijst 28    | 0      | 58.043    | 0,86 |        |      |          |
|        | LDD                         | lijst 8     | 0      | 28.414    | 0,42 | 1      | 2,3  | -1       |
|        | La Droite                   | lijst 26    | 0      | 26.035    | 0,39 |        |      |          |
|        | Piratenpartij               |             | 0      | 23.169    | 0,34 |        |      |          |
|        | Faire place Nette           |             | 0      | 15.467    | 0,23 |        |      |          |
|        | ISLAM                       |             | 0      | 13.719    | 0,20 |        |      |          |
|        | B.U.B.-Belg.Unie            |             | 0      | 12.103    | 0,18 |        |      |          |
|        | R.O.S.S.E.M.                |             | 0      | 11.680    | 0,17 |        |      |          |
|        | Wallonie D'Abord            |             | 0      | 11.221    | 0,17 |        |      |          |
|        | NATION                      |             | 0      | 10.216    | 0,15 |        |      |          |
|        | PIRATE                      |             | 0      | 9.845     | 0,15 |        |      |          |
|        | R.W.F                       |             | 0      | 7.394     | 0,11 |        |      |          |
|        | MG                          | lijst 22    | 0      | 4.529     | 0,07 |        |      |          |
|        | Lutte Ouvrière              |             | 0      | 3.539     | 0,05 |        |      |          |
|        | PP PARTIPENSIONNES          |             | 0      | 3.178     | 0,05 |        |      |          |
|        | FW                          |             | 0      | 3.080     | 0,05 |        |      |          |
|        | NWA                         |             | 0      | 2.785     | 0,04 |        |      |          |
|        | SD&P                        |             | 0      | 2.298     | 0,03 |        |      |          |
|        | PP                          |             | 0      | 2.281     | 0,03 |        |      |          |
|        | P+                          |             | 0      | 2.254     | 0,03 |        |      |          |
|        | VLC                         |             | 0      | 2.028     | 0,03 |        |      |          |
|        | Rassemblement Wallon        |             | 0      | 1.598     | 0,02 |        |      |          |
|        | GAUCHES COMMUNES            |             | 0      | 1.445     | 0,02 |        |      |          |
|        | Vox Populi Belgica          |             | 0      | 1.280     | 0,02 |        |      |          |
|        | Égalitaires !               |             | 0      | 953       | 0,01 |        |      |          |
|        | PVGW                        |             | 0      | 932       | 0,01 |        |      |          |
|        | PARTI LIBERTARIEN           |             | 0      | 750       | 0,01 |        |      |          |
|        | MGJOD                       |             | 0      | 460       | 0,01 |        |      |          |
|        | CIM                         |             | 0      | 430       | 0,01 |        |      |          |
|        | MOVE                        |             | 0      | 400       | 0,01 |        |      |          |
|        | Agora Erasmus               |             | 0      | 382       | 0,01 |        |      |          |
|        | Lalutte-DeStrijd            |             | 0      | 213       | 0,00 |        |      |          |
|        | Totaal (geldige stemmen)    |             | 150    | 6.744.547 |      |        |      |          |
|        | Ongeldige/blanco stemmen    |             |        | 412.951   |      |        |      |          |
|        | Totaal uitgebrachte stemmen |             |        | 7.157.498 |      |        |      |          |

#### Uitslagen per taal

##### Nederlandstalige lijsten
Dit zijn de uitslagen voor de Nederlandstalige lijsten in België.
| Nederlandstalig | Nederlandstalig | Nederlandstalig | 2014   | 2014      | 2014 | 2010   | 2010 | verschil |
| Partij          | Partij          | Lijsten         | Zetels | stemmen   | %    | Zetels | %    | Zetels   |
| --------------- | --------------- | --------------- | ------ | --------- | ---- | ------ | ---- | -------- |
|                 | N-VA            | lijsten         | 33     | 1.366.397 | 32,5 | 27     | 28,2 | +6       |
|                 | CD&V            | lijsten         | 18     | 783.040   | 18,6 | 17     | 17,6 | +1       |
|                 | Open Vld        | lijsten         | 14     | 659.571   | 15,7 | 13     | 14,0 | +1       |
|                 | sp.a            | lijsten         | 13     | 595.466   | 14,2 | 13     | 15,0 | =        |
|                 | Groen           | lijsten         | 6      | 358.947   | 8,5  | 5      | 7,1  | +1       |
|                 | VB              | lijsten         | 3      | 247.738   | 5,9  | 12     | 12,6 | -9       |
|                 | PVDA            | lijsten         | 0      | 118.333   | 2,8  | 0      | 1,4  | =        |
|                 | LDD             | lijsten         | 0      | 28.414    | 0,7  | 1      | 3,7  | -1       |
|                 | Overige         |                 | 0      | 48.007    | 1,2  | 0      | 0,4  | =        |

##### Franstalige lijsten
Dit zijn de uitslagen voor de Franstalige lijsten in België.
| Franstalig | Franstalig | Franstalig | 2014   | 2014    | 2014 | 2010   | 2010 | verschil |
| Partij     | Partij     | Lijsten    | Zetels | stemmen | %    | Zetels | %    | Zetels   |
| ---------- | ---------- | ---------- | ------ | ------- | ---- | ------ | ---- | -------- |
|            | PS         | lijsten    | 23     | 787.165 | 31,0 | 26     | 35,7 | -3       |
|            | MR         | lijsten    | 20     | 650.290 | 25,6 | 18     | 24,2 | +2       |
|            | cdH        | lijsten    | 9      | 336.281 | 13,2 | 9      | 14,4 | =        |
|            | Ecolo      | lijsten    | 6      | 222.551 | 8,8  | 8      | 12,5 | -2       |
|            | PTB        | lijsten    | 2      | 132.956 | 5,2  | 0      | 1,9  | +2       |
|            | FDF        | lijsten    | 2      | 121.403 | 4,8  | -      | -    | -        |
|            | PP         | lijsten    | 1      | 102.599 | 4,0  | 1      | 3,4  | =        |
|            | Overige    |            | 0      | 185.825 | 7,3  | 0      | 7,9  | =        |

#### Uitslagen per gewest

##### Vlaams Gewest
Dit zijn de uitslagen voor de vijf Vlaamse provincies.
| Vlaams Gewest | Vlaams Gewest | Vlaams Gewest | 2014   | 2014      | 2014 | 2010   | 2010 | verschil |
| Partij        | Partij        | Lijsten       | Zetels | stemmen   | %    | Zetels | %    | Zetels   |
| ------------- | ------------- | ------------- | ------ | --------- | ---- | ------ | ---- | -------- |
|               | N-VA          | lijsten       | 33     | 1.353.174 | 32,4 | 27     | 27,7 | +6       |
|               | CD&V          | lijsten       | 18     | 774.867   | 18,6 | 17     | 17,2 | +1       |
|               | Open Vld      | lijsten       | 14     | 646.288   | 15,5 | 13     | 13,6 | +1       |
|               | sp.a          | lijsten       | 13     | 585.853   | 14,0 | 13     | 14,6 |          |
|               | Groen         | lijsten       | 6      | 358.947   | 8,6  | 5      | 6,9  | +1       |
|               | VB            | lijsten       | 3      | 242.581   | 5,8  | 12     | 12,3 | -9       |
|               | PVDA          | lijsten       | 0      | 118.333   | 2,8  | 0      | 1,4  |          |
|               | LDD           | lijsten       | 0      | 28.414    | 0,7  | 1      | 3,7  | -1       |
|               | Overige       |               | 0      | 63.412    | 1,5  | 0      | 2,6  |          |

##### Waals Gewest
Dit zijn de uitslagen voor de vijf Waalse provincies.
| Waals Gewest | Waals Gewest | Waals Gewest | 2014   | 2014    | 2014 | 2010   | 2010 | verschil |
| Partij       | Partij       | Lijsten      | Zetels | stemmen | %    | Zetels | %    | Zetels   |
| ------------ | ------------ | ------------ | ------ | ------- | ---- | ------ | ---- | -------- |
|              | PS           | lijsten      | 18     | 663.112 | 32,0 | 22     | 37,6 | -4       |
|              | MR           | lijsten      | 16     | 535.241 | 25,8 | 13     | 22,2 | +3       |
|              | cdH          | lijsten      | 7      | 289.773 | 14,0 | 7      | 14,6 |          |
|              | Ecolo        | lijsten      | 4      | 170.404 | 8,2  | 6      | 12,3 | -2       |
|              | PTB          | lijsten      | 2      | 113.814 | 5,5  | 0      | 1,9  | +2       |
|              | PP           | lijsten      | 1      | 93.948  | 4,5  | 1      | 3,1  |          |
|              | FDF          | lijsten      | 0      | 50.675  | 2,4  | -      | -    |          |
|              | Overige      |              | 0      | 157.141 | 7,6  | 0      | 8,2  |          |

##### Brussel-Hoofdstad
Dit zijn de uitslagen voor Brussel-Hoofdstad.
| Brussel | Brussel  | Brussel | 2014   | 2014    | 2014 | 2010   | 2010 | verschil |
| Partij  | Partij   | Lijsten | Zetels | stemmen | %    | Zetels | %    | Zetels   |
| ------- | -------- | ------- | ------ | ------- | ---- | ------ | ---- | -------- |
|         | PS       | lijsten | 5      | 124.053 | 24,9 | 4      | 26,6 | +1       |
|         | MR       | lijsten | 4      | 115.049 | 23,1 | 5      | 27,1 | -1       |
|         | FDF      | lijsten | 2      | 55.323  | 11,1 | -      | -    | +2       |
|         | Ecolo    | lijsten | 2      | 52.147  | 10,4 | 2      | 12,0 |          |
|         | cdH      | lijsten | 2      | 46.508  | 9,3  | 2      | 12,2 |          |
|         | PVDA-PTB | lijsten | 0      | 19.142  | 3,8  | 0      | 1,6  |          |
|         | Open Vld | lijsten | 0      | 13.294  | 2,7  | 0      | 2,3  |          |
|         | N-VA     | lijsten | 0      | 13.240  | 2,7  | 0      | 1,8  |          |
|         | sp.a     | lijsten | 0      | 9.633   | 1,9  | 0      | 2,0  |          |
|         | PP       | lijsten | 0      | 8.651   | 1,7  | 0      | 3,5  |          |
|         | CD&V     | lijsten | 0      | 8.193   | 1,6  | 0      | 1,6  |          |
|         | VB       | lijsten | 0      | 5.165   | 1,0  | 0      | 1,7  |          |
|         | Overige  |         | 0      | 28.684  | 5,7  | 0      | 6,1  |          |

Verkozenen:
| - Didier Reynders (MR, 54.475) - Laurette Onkelinx (PS, 41.621) - Olivier Maingain (FDF, 32.246) - Emir Kir (PS, 18.536) - Françoise Schepmans (MR, 13.564) | - Francis Delperee (cdH, 13.543) - Ahmed Laaouej (PS, 12.996) - Karine Lalieux (PS, 10.963) - Zakia Khattabi (Ecolo, 9.285) - Damien Thiery (MR, 7.599) | - Céline Fremault (cdH, 7.362) - Nawal Ben Hamou (PS, 6.880) - Philippe Pivin (MR, 5.945) - Véronique Caprasse (FDF, 4.869) - Benoit Hellings (Ecolo, 3.725) |

#### Uitslagen per provincie

##### Antwerpen
Dit is de uitslag voor de provincie Antwerpen.
| Antwerpen | Antwerpen | Antwerpen | 2014   | 2014    | 2014  | 2010   | 2010 | verschil |
| Partij    | Partij    | Lijsten   | Zetels | stemmen | %     | Zetels | %    | Zetels   |
| --------- | --------- | --------- | ------ | ------- | ----- | ------ | ---- | -------- |
|           | N-VA      | lijsten   | 11     | 449.531 | 39,38 | 8      | 30,7 | +3       |
|           | CD&V      | lijsten   | 4      | 183.636 | 16,09 | 4      | 15,5 | =        |
|           | sp.a      | lijsten   | 3      | 132.096 | 11,57 | 3      | 14,3 | =        |
|           | Open Vld  | lijsten   | 2      | 116.892 | 10,24 | 3      | 11,0 | -1       |
|           | Groen     | lijsten   | 2      | 112.477 | 9,85  | 2      | 7,7  | =        |
|           | VB        | lijsten   | 2      | 79.852  | 7,00  | 4      | 16,1 | -2       |
|           | PVDA      | lijsten   | 0      | 51.638  | 4,52  | 0      | 2,0  | =        |

Verkozenen:
| - Bart De Wever (N-VA, 314.650) - Servais Verherstraeten (CD&V, 51.202) - Annemie Turtelboom (Open Vld, 44.959) - Meyrem Almaci (Groen, 44.150) - Filip Dewinter (Vl.Belang, 43.157) - Monica De Coninck (sp.a, 35.441) - Jan Jambon (N-VA, 29.616) - Nahima Lanjri (CD&V, 19.614) | - Zuhal Demir (N-VA, 19.473) - Maya Detiege (sp.a, 19.111) - Peter De Roover (N-VA, 16.717) - Sophie De Wit (N-VA, 16.660) - Jef Van den Bergh (CD&V, 16.545) - Dirk Van Mechelen (Open Vld, 16.161) - Griet Smaers (CD&V, 15.879) - Kristof Calvo (Groen, 13.409) | - Valerie Van Peel (N-VA, 13.322) - Yoleen Van Camp (N-VA, 11.221) - Koen Metsu (N-VA, 10.971) - Bert Wollants (N-VA, 10.487) - Rob Van De Velde (N-VA, 10.208) - Rita Bellens (N-VA, 9.546) - David Geerts (sp.a, 9.497) - Marijke Dillen (Vl.Belang, 5.379) |

##### Henegouwen
Dit is de uitslag voor de provincie Henegouwen.
| Henegouwen | Henegouwen | Henegouwen | 2014   | 2014    | 2014  | 2010   | 2010 | verschil |
| Partij     | Partij     | Lijsten    | Zetels | stemmen | %     | Zetels | %    | Zetels   |
| ---------- | ---------- | ---------- | ------ | ------- | ----- | ------ | ---- | -------- |
|            | PS         | lijsten    | 9      | 303.085 | 41,04 | 11     | 48,2 | -2       |
|            | MR         | lijsten    | 5      | 153.304 | 20,76 | 4      | 17,5 | +1       |
|            | cdH        | lijsten    | 2      | 76.812  | 10,40 | 2      | 11,5 | =        |
|            | Ecolo      | lijsten    | 1      | 43.489  | 5,89  | 2      | 9,4  | -1       |
|            | PTB        | lijsten    | 1      | 38.194  | 5,17  | 0      | 1,7  | +1       |
|            | PP         | lijsten    | 0      | 32.158  | 4,35  | 0      | 2,7  | =        |
|            | FDF        | lijsten    | 0      | 14.382  | 1,95  | -      | -    |          |

Verkozenen:
| - Elio Di Rupo (PS, 181.964) - Olivier Chastel (MR, 41.921) - Catherine Fonck (cdH, 24.645) - Marie-Christine Marghem (MR, 21.088) - Daniel Senesael (PS, 16.113) - Denis Ducarme (MR, 15.142) | - Eric Thiébaut (PS, 12.935) - Laurent Devin (PS, 12.889) - Özlem Özen (PS, 11.961) - Eric Massin (PS, 9534) - Fabienne Winckel (PS, 8.899) - Philippe Blanchart (PS, 8.860) | - Christian Brotcorne (cdH, 8.700) - Benoît Friart (MR, 8.597) - Paul-Olivier Delannois (PS, 8.271) - Jean-Jacques Flahaux (MR, 8.061) - Jean-Marc Nollet (Ecolo, 7.936) - Marco Van Hees (PTB-GO!, 5.488) |

##### Limburg
Dit is de uitslag voor de provincie Limburg.
| Limburg | Limburg  | Limburg | 2014   | 2014    | 2014  | 2010   | 2010 | verschil |
| Partij  | Partij   | Lijsten | Zetels | stemmen | %     | Zetels | %    | Zetels   |
| ------- | -------- | ------- | ------ | ------- | ----- | ------ | ---- | -------- |
|         | N-VA     | lijsten | 5      | 174.030 | 31,39 | 4      | 28,8 | +1       |
|         | CD&V     | lijsten | 3      | 125.962 | 22,72 | 3      | 18,8 | =        |
|         | sp.a     | lijsten | 2      | 98.194  | 17,71 | 2      | 18,1 | =        |
|         | Open Vld | lijsten | 2      | 68.713  | 12,39 | 1      | 12,1 | +1       |
|         | VB       | lijsten | 0      | 34.020  | 6,14  | 2      | 12,8 | -2       |
|         | Groen    | lijsten | 0      | 33.244  | 6,00  | 0      | 4,8  | =        |
|         | PVDA     | lijsten | 0      | 14.253  | 2,57  | 0      | 1,6  | =        |

Verkozenen:
| - Wouter Beke (CD&V, 59.291) - Steven Vandeput (N-VA, 41.211) - Peter Vanvelthoven (sp.a, 36.934) - Patrick Dewael (Open Vld, 27.155) | - Raf Terwingen (CD&V, 26.838) - Karolien Grosemans (N-VA, 25.400) - Veerle Heeren (CD&V, 25.317) - Veerle Wouters (N-VA, 18.012) | - Meryame Kitir (sp.a, 17.723) - Peter Luykx (N-VA, 16.686) - Nele Lijnen (Open Vld, 14.154) - Werner Janssen (N-VA, 13.532) |

##### Luik
Dit is de uitslag voor de provincie Luik.
| Luik   | Luik   | Luik    | 2014   | 2014    | 2014  | 2010   | 2010 | verschil |
| Partij | Partij | Lijsten | Zetels | stemmen | %     | Zetels | %    | Zetels   |
| ------ | ------ | ------- | ------ | ------- | ----- | ------ | ---- | -------- |
|        | PS     | lijsten | 5      | 187.934 | 30,00 | 7      | 35,8 | -2       |
|        | MR     | lijsten | 5      | 158.062 | 25,23 | 4      | 22,3 | +1       |
|        | cdH    | lijsten | 2      | 81.789  | 13,05 | 2      | 13,9 | =        |
|        | Ecolo  | lijsten | 1      | 56.902  | 9,08  | 2      | 13,8 | -1       |
|        | PTB    | lijsten | 1      | 50.609  | 8,08  | 0      | 3,1  | +1       |
|        | PP     | lijsten | 1      | 32.237  | 5,15  | 0      | 3,1  | +1       |
|        | FDF    | lijsten | 0      | 13.917  | 2,22  | -      | -    |          |

Verkozenen:
| - Daniel Bacquelaine (MR, 46.230) - Willy Demeyer (PS, 45.590) - Melchior Wathelet (cdH, 34.780) - Frédéric Daerden (PS, 30.484) - Alain Mathot (PS, 20.523) | - Kattrin Jadin (MR, 19.742) - Raoul Hedebouw (PTB-GO!, 16.586) - Julie Fernandez Fernandez (PS, 15.959) - Philippe Goffin (MR, 15.664) - Gilles Foret (MR, 14.760) | - Caroline Cassart-Mailleux (MR, 13.169) - Muriel Gerkens (Ecolo, 12.883) - André Frédéric (PS, 11.242) - Vanessa Matz (cdH, 10.205) - Aldo Carcaci (PP, 6.282) |

##### Luxemburg
Dit is de uitslag voor de provincie Luxemburg.
| Luxemburg | Luxemburg | Luxemburg | 2014   | 2014    | 2014  | 2010   | 2010 | verschil |
| Partij    | Partij    | Lijsten   | Zetels | stemmen | %     | Zetels | %    | Zetels   |
| --------- | --------- | --------- | ------ | ------- | ----- | ------ | ---- | -------- |
|           | cdH       | lijsten   | 2      | 56.702  | 33,41 | 2      | 31,4 | =        |
|           | MR        | lijsten   | 1      | 41.346  | 24,36 | 1      | 19,5 | =        |
|           | PS        | lijsten   | 1      | 37.373  | 22,02 | 1      | 28,5 | =        |
|           | Ecolo     | lijsten   | 0      | 13.471  | 7,94  | 0      | 11,7 | =        |
|           | PP        | lijsten   | 0      | 6.980   | 4,11  | 0      | 2,4  | =        |
|           | PTB       | lijsten   | 0      | 4.003   | 2,36  | 0      | 0,7  | =        |
|           | FDF       | lijsten   | 0      | 2.811   | 1,66  | -      | -    |          |

Verkozenen:
| - Benoît Lutgen (cdH, 36.340) - Benoît Piedboeuf (MR, 15.351) | - Sébastian Pirlot (PS, 13.815) | - Isabelle Poncelet (cdH, 12.954) |

##### Namen
Dit is de uitslag voor de provincie Namen.
| Namen  | Namen  | Namen   | 2014   | 2014    | 2014  | 2010   | 2010 | verschil |
| Partij | Partij | Lijsten | Zetels | stemmen | %     | Zetels | %    | Zetels   |
| ------ | ------ | ------- | ------ | ------- | ----- | ------ | ---- | -------- |
|        | MR     | lijsten | 2      | 84.788  | 28,31 | 2      | 24,7 | =        |
|        | PS     | lijsten | 2      | 83.361  | 27,83 | 2      | 32,2 | =        |
|        | cdH    | lijsten | 1      | 48.135  | 16,07 | 1      | 15,9 | =        |
|        | Ecolo  | lijsten | 1      | 29.186  | 9,74  | 1      | 13,4 | =        |
|        | PTB    | lijsten | 0      | 14.559  | 4,86  | 0      | 1,5  | =        |
|        | PP     | lijsten | 0      | 13.029  | 4,35  | 0      | 3,1  | =        |
|        | FDF    | lijsten | 0      | 8.367   | 2,79  | -      | -    |          |

Verkozenen:
| - David Clarinval (MR, 23.544) - Jean-Marc Delizée (PS, 23.317) | - Benoît Dispa (cdH, 13.909) - Stéphanie Thoron (MR, 12.553) | - Gwenaëlle Grovonius (PS, 10.176) - Georges Gilkinet (Ecolo, 6.846) |

##### Oost-Vlaanderen
Dit is de uitslag voor de provincie Oost-Vlaanderen.
| Oost-Vlaanderen | Oost-Vlaanderen | Oost-Vlaanderen | 2014   | 2014    | 2014  | 2010   | 2010 | verschil |
| Partij          | Partij          | Lijsten         | Zetels | stemmen | %     | Zetels | %    | Zetels   |
| --------------- | --------------- | --------------- | ------ | ------- | ----- | ------ | ---- | -------- |
|                 | N-VA            | lijsten         | 6      | 306.650 | 31,01 | 6      | 28,2 | =        |
|                 | Open Vld        | lijsten         | 4      | 179.167 | 18,12 | 4      | 17,4 | =        |
|                 | CD&V            | lijsten         | 4      | 177.349 | 17,49 | 3      | 15,4 | +1       |
|                 | sp.a            | lijsten         | 3      | 131.903 | 13,34 | 3      | 14,1 | =        |
|                 | Groen           | lijsten         | 2      | 90.473  | 9,15  | 1      | 7,4  | +1       |
|                 | VB              | lijsten         | 1      | 61.620  | 6,23  | 3      | 12,3 | -2       |
|                 | PVDA            | lijsten         | 0      | 26.381  | 2,67  | 0      | 1,3  | =        |

Verkozenen:
| - Alexander De Croo (Open Vld, 78.073) - Siegfried Bracke (N-VA, 64.481) - Pieter De Crem (CD&V, 47.036) - Sarah Smeyers (N-VA, 31.700) - Karin Temmerman (sp.a, 30.291) - Carina Van Cauter (Open Vld, 24.945) - Peter Dedecker (N-VA, 24.384) | - Leen Dierick (CD&V, 24.185) - Christoph D'Haese (N-VA, 22.677) - Stefaan Vercamer (CD&V, 20.907) - Dirk Van der Maelen (sp.a, 18.814) - Goedele Uyttersprot (N-VA, 18.266) - Veli Yüksel (CD&V, 16.635) - Egbert Lachaert (Open Vld, 16.182) | - Fatma Pehlivan (sp.a, 14.336) - Stefaan Van Hecke (Groen, 12.999) - Barbara Pas (Vl.Belang, 12.422) - Peter Buysrogge (N-VA, 11.877) - Ine Somers (Open Vld, 10.553) - Evita Willaert (Groen, 9.628) |

##### Vlaams-Brabant
Dit is de uitslag voor de provincie Vlaams-Brabant.
| Vlaams-Brabant | Vlaams-Brabant | Vlaams-Brabant | 2014   | 2014    | 2014  | 2010   | 2010 | verschil |
| Partij         | Partij         | Lijsten        | Zetels | stemmen | %     | Zetels | %    | Zetels   |
| -------------- | -------------- | -------------- | ------ | ------- | ----- | ------ | ---- | -------- |
|                | N-VA           | lijsten        | 5      | 192.698 | 28,37 | 5      | 25,9 | =        |
|                | Open Vld       | lijsten        | 4      | 170.128 | 25,05 | 3      | 13,8 | +1       |
|                | CD&V           | lijsten        | 3      | 112.251 | 16,53 | 3      | 14,8 | =        |
|                | sp.a           | lijsten        | 2      | 81.254  | 11,96 | 2      | 12,4 | =        |
|                | Groen          | lijsten        | 1      | 59.096  | 8,70  | 1      | 7,1  | =        |
|                | VB             | lijsten        | 0      | 28.857  | 4,25  | 2      | 9,4  | -2       |
|                | PVDA           | lijsten        | 0      | 12.664  | 1,86  | 0      | 0,8  | =        |

Verkozenen:
| - Maggie De Block (Open Vld, 131.713) - Koen Geens (CD&V, 45.686) - Theo Francken (N-VA, 44.498) - Eric Van Rompuy (CD&V, 23.044) - Kristien Van Vaerenbergh (N-VA, 22.177) | - Sonja Becq (CD&V, 15.438) - Hans Bonte (sp.a, 15.300) - Hendrik Vuye (N-VA, 13.320) - Inez De Coninck (N-VA, 12.094) - Patricia Ceysens (Open Vld, 11.750) | - Anne Dedrij (Groen, 10.598) - Jan Spooren (N-VA, 10.010) - Karine Jiroflée (sp.a, 9.013) - Tim Vandenput (Open Vld, 8.622) - Luk Van Biesen (Open Vld, 7.650) |

##### Waals-Brabant
Dit is de uitslag voor de provincie Waals-Brabant. Door het destijds van kracht zijnde stelsel van lijstenverbindingen ging in 2010 de vijfde zetel niet naar cdH, maar naar de Parti Populaire. Dit stelsel werd door het BHV-akkoord afgeschaft.
| Waals-Brabant | Waals-Brabant | Waals-Brabant | 2014   | 2014    | 2014   | 2010   | 2010 | verschil |
| Partij        | Partij        | Lijsten       | Zetels | stemmen | %      | Zetels | %    | Zetels   |
| ------------- | ------------- | ------------- | ------ | ------- | ------ | ------ | ---- | -------- |
|               | MR            | lijsten       | 3      | 97.741  | 40,75  | 2      | 35,8 | +1       |
|               | PS            | lijsten       | 1      | 51.359  | 21,41  | 1      | 22,5 | =        |
|               | Ecolo         | lijsten       | 1      | 27.356  | 11,40% | 1      | 16,3 | =        |
|               | cdH           | lijsten       | 0      | 26.335  | 10,98  | 0      | 12,9 | =        |
|               | FDF           | lijsten       | 0      | 11.198  | 4,67   | -      | -    |          |
|               | PP            | lijsten       | 0      | 9.544   | 3,98   | 1      | 5,0  | -1       |
|               | PTB           | lijsten       | 0      | 6.499   | 2,69   | 0      | 1,0  | =        |

Verkozenen:
| - Charles Michel (MR, 34.101) - André Flahaut (PS, 19.698) | - Sybille de Coster-Bauchau (MR, 12.002) - Emmanuel Burton (MR, 6.403) | - Marcel Cheron (Ecolo, 4.474) |

##### West-Vlaanderen
Dit is de uitslag voor de provincie West-Vlaanderen.
| West-Vlaanderen | West-Vlaanderen | West-Vlaanderen | 2014   | 2014    | 2014  | 2010   | 2010 | verschil |
| Partij          | Partij          | Lijsten         | Zetels | stemmen | %     | Zetels | %    | Zetels   |
| --------------- | --------------- | --------------- | ------ | ------- | ----- | ------ | ---- | -------- |
|                 | N-VA            | lijsten         | 6      | 230.265 | 28,50 | 4      | 24,0 | +2       |
|                 | CD&V            | lijsten         | 4      | 175.669 | 21,74 | 4      | 23,0 | =        |
|                 | sp.a            | lijsten         | 3      | 142.406 | 17,63 | 3      | 15,1 | =        |
|                 | Open Vld        | lijsten         | 2      | 111.388 | 13,79 | 2      | 13,5 | =        |
|                 | Groen           | lijsten         | 1      | 63.657  | 7,88  | 1      | 6,3  | =        |
|                 | VB              | lijsten         | 0      | 38.232  | 4,73  | 1      | 9,1  | -1       |
|                 | LDD             | lijsten         | 0      | 28.414  | 3,52  | 1      | 7,7  | -1       |
|                 | PVDA            | lijsten         | 0      | 13.397  | 1,66  | 0      | 0,8  | =        |

Verkozenen:
| - Johan Vande Lanotte (sp.a, 68.898) - Hendrik Bogaert (CD&V, 58.649) - Vincent Van Quickenborne (Open Vld, 38.896) - Brecht Vermeulen (N-VA, 37.005) - Nathalie Muylle (CD&V, 25.767) - Daphné Dumery (N-VA, 21.007) | - Roel Deseyn (CD&V, 20.413) - Koenraad Degroote (N-VA, 17.699) - Sabien Lahaye-Battheu (Open Vld, 17.640) - Franky Demon (CD&V, 16.394) - Jan Vercammen (N-VA, 15.782) | - An Capoen (N-VA, 15.636) - Wouter De Vriendt (Groen, 14.700) - Rita Gantois (N-VA, 14.696) - Ann Vanheste (sp.a, 12.149) - Alain Top (sp.a, 9.572) |

## Senaat
Sinds de zesde staatshervorming van 2011 wordt de Senaat niet meer rechtstreeks verkozen. De deelstaatparlementen verkiezen 50 senatoren, die op hun beurt 10 senatoren coöpteren, wat maakt dat er in totaal 60 senatoren zijn.

### Nederlandstaligen
De 29 Nederlandstalige zetels worden verdeeld op basis van de uitslag van de verkiezingen voor het Vlaams Parlement. De 6 gecoöpteerde Nederlandstalige senatoren worden verdeeld op basis van de uitslag voor de verkiezingen van de Kamer van volksvertegenwoordigers (de bovenstaande resultaten).
Dit geeft het volgende resultaat:
| Partij        | Deelstaat (29) | Gecoöpteerd (6) | Totaal (35) |
| ------------- | -------------- | --------------- | ----------- |
| N-VA          | 10             | 2               | 12          |
| CD&V          | 7              | 1               | 8           |
| Open Vld      | 4              | 1               | 5           |
| sp.a          | 4              | 1               | 5           |
| Groen         | 2              | 1               | 3           |
| Vlaams Belang | 2              | 0               | 2           |

### Franstaligen
De Franstalige partijen mogen 20 senatoren aanduiden en 4 coöpteren. De deelstaatsenatoren worden als volgt aangewezen:
- 8 door en uit het Waals Parlement
- 2 door en uit de Franse taalgroep van het Brussels Hoofdstedelijk Parlement
- 10 door en uit het Parlement van de Franse Gemeenschap (dat op zijn beurt wordt samengesteld uit de twee bovenstaande parlementen)

| Partij | Deelstaat (20) | Gecoöpteerd (4) | Totaal (24) |
| ------ | -------------- | --------------- | ----------- |
| PS     | 8              | 1               | 9           |
| MR     | 7              | 1               | 8           |
| cdH    | 3              | 1               | 4           |
| Ecolo  | 2              | 1               | 3           |

### Duitstaligen
Het Parlement van de Duitstalige Gemeenschap mag één senator aanwijzen met een gewone stemming. Anders dan bij de verdeling van Vlaamse en Franstalige partijen, wordt de aanwijzing dus niet wettelijk bepaald. Bij de regeringsvorming werd overeengekomen dat Alexander Miesen (PFF) senator wordt, en vanaf 2016-2017 Karl-Heinz Lambertz (PS).

### Totaal
Dit is de samenstelling van de nieuwe Senaat.